# نیو الکساندریا (ویرجینیا)
نیو الکساندریا (به انگلیسی: New Alexandria) یک منطقهٔ مسکونی در ایالات متحده آمریکا است که در شهرستان فرفکس، ویرجینیا واقع شده‌است.